# Yolo (rivière)
Pour les articles homonymes, voir Yolo.
La rivière Yolo est une rivière de la ville de Kinshasa qui traverse 3 communes : Lemba, Ngaba et Limete.